# Подозрительная история
«Подозрительная история» (иер. трад. 不脫襪的人, кант.-рус.: Бу туо ва де рен, англ. A Fishy Story) — гонконгская драма 1989 года, режиссёр Энтони Чань. Главные роли исполнили Кенни Би, Мэгги Чун, Энтони Чань, Жозефин Ку и Кэрри Ын.
Картина получила 6 номинаций на 9-й Гонконгской кинопремии. Фильм завоевал победы в трёх номинациях: «Лучшая женская роль» (Мэгги Чун), «Лучшая операторская работа» (Питер Пау), «Лучшая работа художника» (Вэй Юнг Сзето).

## Сюжет
Фильм рассказывает историю начинающей актрисы Хуан (Мэгги Чун), которая пытается добиться славы и богатства в неспокойном Гонконге 1967 года. В то время как по стране прокатываются волнения, Хуан использует свою внешность и обаяние, чтобы заводить романы с богатыми мужчинами в надежде подняться по социальной лестнице.
Но для неё наступают тяжелые времена, как и для её соседа Кунга (Кенни Би), таксиста без лицензии и «мальчика на побегушках» у богатой женщины. Хупн и Кун не ладят друг с другом. Однако постепенно сближаются.

## В ролях
- Кенни Би — Кун
- Мэгги Чун — Хуан
- Энтони Чань[англ.] — Пол Чан
- Жозефин Ку[англ.] — миссис Ку
- Кэрри Нг — актриса мюзикла
- Маргарет Ли — актриса драмы
- Лам Чунг — кинорежиссер

## Награды и номинации
| Награды                    | Награды                           | Награды                | Награды   |
| Кинопремия                 | Категория                         | Лауреат / претендент   | Результат |
| -------------------------- | --------------------------------- | ---------------------- | --------- |
| 9-я Гонконгская кинопремия | Лучший фильм                      | Подозрительная история | Номинация |
| 9-я Гонконгская кинопремия | Лучшая режиссёрская работа        | Энтони Чань            | Номинация |
| 9-я Гонконгская кинопремия | Лучшая женская роль               | Мэгги Чун              | Победа    |
| 9-я Гонконгская кинопремия | Лучшая женская роль второго плана | Жозефин Ку             | Номинация |
| 9-я Гонконгская кинопремия | Лучшая операторская работа        | Питер Пау              | Победа    |
| 9-я Гонконгская кинопремия | Лучшая работа художника           | Вэй Юнг Сзето          | Номинация |